# LÉ Niamh (P52)
Le Niamh ou LÉ Niamh (P52) est le sister-ship du LÉ Róisín (P51) d'une classe éponyme de deux patrouilleurs de la marine irlandaise (Irish Naval Service). Sa mission principale est la protection de la zone de pêche, la recherche et le sauvetage en mer, ainsi que des opérations de protection maritime. Il porte le nom de Niamh reine de Tír na nÓg dans la Mythologie celtique irlandaise

## Histoire
Ce patrouilleur a été conçu par Vard Marine (anciennement STX Canada Marine). Il a été construit au chantier naval d'Appledore dans le North Devon au Royaume-Uni. Il est stationné à la base navale d'Haulbowline, à Cork Harbour qui est le quartier général de la marine irlandaise.
Il possède une coque en acier mais n'a pas reçu un pont pour hélicoptère et son abri. Le haut niveau d'automatisation dans les systèmes intégrées du navire permet à celui-ci de fonctionner avec seulement 47 membres d'équipage dont huit officiers. L'équipage est doté d'un hébergement confortable. Le navire est conçu pour pouvoir naviguer l'hiver en Atlantique Nord.

### Note et référence
- (en) Cet article est partiellement ou en totalité issu de l’article de Wikipédia en anglais intitulé « LÉ Niamh (P52) » (voir la liste des auteurs).